# Microsoft Flight Simulator (trò chơi video 2020)
Microsoft Flight Simulator (thường được gọi là Microsoft Flight Simulator 2020) là trình mô phỏng chuyến bay nghiệp dư được phát triển bởi Asobo Studio, phát hành bởi Xbox Game Studios. Trò chơi video này là một phần của series Microsoft Flight Simulator phát hành năm 1982 và trước đó là Microsoft Flight Simulator X vào năm 2006. Trò chơi là một sự trở lại sau 14 năm vắng bóng, với sự phát triển bắt đầu sáu năm trước khi phát hành. Được phát hành vào ngày 18 tháng 8 năm 2020 cho hệ điều hành Microsoft Windows, với phiên bản thực tế ảo (VR) được phát hành vào tháng 12 năm 2020 — phiên bản đầu tiên trong series có bản phát hành thực tế ảo. Đây là trò chơi đầu tiên trong series có bản phát hành bàn điều khiển, dự kiến cho Xbox Series X và Series S vào ngày 27 tháng 7 năm 2021.
Flight Simulator mô phỏng địa hình của toàn bộ Trái Đất bằng cách sử dụng dữ liệu từ Bing Maps. Trí tuệ nhân tạo (AI) của Microsoft Azure tạo ra các không gian ba chiều các đặc điểm của Trái Đất, sử dụng điện toán đám mâyđể hiển thị và nâng cao hình ảnh cũng như dữ liệu trong thế giới thực như thời tiết và hiệu ứng thời gian. Flight Simulator có một công cụ vật lý để cung cấp bề mặt điều khiển chuyến bay thực tế, với hơn 1.000 bề mặt mô phỏng, cũng như luồng không khí gió được mô phỏng trên các ngọn đồi và núi. Một số nơi được giới thiệu trong các bản cập nhật dành riêng cho khu vực. Azure AI cũng kết hợp các yếu tố khác như thời tiết tự nhiên và giao thông hàng không trong thế giới thực. Trò chơi bao gồm các tính năng mới như thử thách hạ cánh và người trợ giúp, cũng như các chuyến thám hiểm nơi phi công có thể chụp ảnh động vật từ trên không. Một điểm khác biệt so với các mục khác là trò chơi không hiển thị bất kỳ cảnh tàn phá nào.
Trò chơi được phát hành đã nhận được những phản hồi tích cực, với lời khen ngợi độ chính xác về đồ họa, được các nhà phê bình trích dẫn là "cách an toàn nhất để đi du lịch" trong đại dịch COVID-19. Một số người đánh giá cũng đưa trò chơi vào danh sách yêu thích của họ và gọi  là trò chơi đẹp mắt nhất về mặt thẩm mỹ năm 2020, mặc dù có những lời chỉ trích về thời gian tải và sự thiếu chính xác trong kết xuất của một số tòa nhà. Các phi công cũng chú ý đến khí động lực học không thực tế của trò chơi. Trò chơi đã nhận được giải thưởng Best Sim/Strategy Game tại The Game Awards 2020.

## Tổng quan

Máy bay A320neo của hãng hàng không Lufthansa đang chuẩn bị cất cánh trên đường băng 31L tại Sân bay quốc tế Ferenc Liszt Budapest. Các điểm "Hỗ trợ", màu xanh lam được hiển thị trong hướng dẫn người chơi, và tính năng phụ đề mới được hiển thị bên dưới. Ở trên, một mũi tên có thể được nhìn thấy; điều này biểu thị trung tâm, điều quan trọng để thực hiện một quá trình cất cánh và hạ cánh hoàn hảo. Không gian buồng lái là chủ yếu trong ảnh chụp màn hình này.

Là một trình mô phỏng máy bay, Microsoft Flight Simulator có một hướng dẫn được chia thành các phàn cho phép người chơi mới làm quen với trình mô phỏng chuyến bay để tìm hiểu các điều khiển cơ bản, dụng cụ bay, và các chủ đề khác được cho là cần thiết; kết thúc bằng một bài kiểm tra cất cánh và hạ cánh. Trong suốt quá trình chơi, cơ trưởng Jess Molina sẽ hỗ trợ người chơi Trò chơi cũng cung cấp các thử thách hạ cánh tại một số sân bay. Người chơi được xếp loại dựa theo mức độ tập trung của họ trên đường băng hay tiếp cận đường băng khi hạ cánh, và bề mặt feet trên phút của máy bay khi hạ cánh. Một chế độ chơi khác có 3 chuyến đi là Nevada, Patagonia và Balkans.
Flight Simulator có bộ điều khiển không lưu (ATC) trí tuệ nhân tạo (AI) và một phi công phụ ảo có thể hỗ trợ người chơi khi họ không thể thực hiện những việc như yêu cầu hạ cánh hoặc thông qua danh sách kiểm tra. Trò chơi có một số tính năng trợ giúp: "Assistance" cho phép các điểm tham chiếu tại các đường lăn, chỉ dẫn người chơi phải đi đến đâu; "Route & Waypoints" cho phép các điểm đánh dấu hướng dẫn người chơi trên bầu trời; "Landing Path" hướng dẫn người chơi hạ cánh; "Travel To" cho phép phi công bay đến các điểm nhất định của chuyến bay (leo lên, tiếp tục, xuống dưới, tiếp cận, cuối cùng, tương tự như time-lapse), và ngưng các chuyến bay đường dài; "Active Pause" tạm dừng chuyến bay, cho phép người chơi khám phá khu vực xung quanh hoặc nghỉ ngơi. Ngoài ra còn có phụ đề để truyền qua radio. Các tính năng này không khả dụng trong các thử thách.
Flight Simulator cho phép người chơi tìm kiếm các loài động vật, bằng cách lọc tìm chúng trên bản đồ thế giới hoặc chọn "Fauna Markers" khi đang ở giữa không trung. Tính năng "Autorudder" giữ máy bay nằm trên trung tâm của đường băng khi người chơi không thể điều khiển. Một tính năng khác cho phép người chơi nhập tọa độ địa lý để tìm vị trí. Màn hình trò chơi có thanh công cụ gồm các nút cho phép người chơi mở các cửa sổ khác nhau để kiểm soát không lưu, xem camera, sửa đổi danh sách kiểm tra, xem nhật ký điều hướng, mục tiêu, bản đồ quy tắc bay trực quan (VFR), v.v. Giao diện chơi game cũng có la bàn phạm vi đa hướng VHF (VOR) và các điều khiển đo độ cao, tăng ga, động cơ, nhiên liệu, nắp và các tab cắt. Các tính năng bổ sung như màn hình hiển thị (HUD) có thể truy cập từ cài đặt.
Không giống như các phiên bản trước, Flight Simulator không có hoạt ảnh hoặc mô tả về việc va chạm khi máy bay gặp sự cố. Thay vào đó sẽ chuyển sang màu đen và cung cấp một thông điệp giải thích lý do tại sao máy bay bị rơi. Làm va chạm đến máy bay mà không bị rơi có thể gây ra các đặc điểm khác, lúc đó sẽ hiển thị một thông báo giới hạn của máy bay.
Do lượng dữ liệu địa hình, phong cảnh và đặc điểm phức tạp, Flight Simulator yêu cầu một tốc độ kết nối internet nhất định để chơi game. Windows Central yêu cầu megabit mỗi giây (Mbps) tối thiểu là 5, với tốc độ tối thiểu là 20 và tốc độ khuyến nghị là 50. Flight Simulator có chế độ ngoại tuyến, sử dụng dữ liệu mới nhất được lưu trước trong bộ nhớ đệm trên ổ cứng. Có hai bộ nhớ đệm, một bộ nhớ đệm có sẵn (được trình mô phỏng điều khiển tự động) và một bộ nhớ đệm thủ công (người dùng có thể lựa chọn). Bộ nhớ đệm có sẵn được ghi vào thời điểm người dùng chuyển sang chế độ máy bay, với các yếu tố và phong cảnh cũng như cập nhật khi phi công bay vòng quanh thế giới ảo. Người dùng có thể đặt vị trí bộ nhớ đệm thủ công và số lượng chi tiết được lưu trữ, xác định kích thước bộ nhớ được sử dụng trong cả hai phương pháp - cũng như tắt chúng nếu cần.

### Các tính năng
Phiên bản Standard của Flight Simulator bao gồm hơn 20 máy bay; Deluxe có thêm năm chiếc nữa và phiên bản Premium Deluxe có thêm mười máy bay so với phiên bản thường. Hầu hết các máy bay có xuất xứ từ Mỹ, Pháp hoặc Đức, một số ít là các công ty Áo, Séc và Slovenia sản xuất. Máy bay có trong phiên bản Deluxe bao gồm máy bay do Diamond Aircraft, Cirrus Aircraft và Textron Aviation Inc. sản xuất. Các máy bay dành riêng cho phiên bản Premium Deluxe bao gồm Boeing 787-10 Dreamliner và Cessna Citation Longitude, và một số máy bay khác. Flight Simulator bao gồm khoảng 37.000 sân bay từ khắp nơi trên thế giới dựa trên các hình ảnh vệ tinh trong thế giới thực. Các phiên bản Standard, Deluxe, and Premium Deluxe bao gồm 30, 35 hoặc 40 sân bay được mô phỏng lại các sân bay trong thế giới thực. Các sân bay trong phiên bản Deluxe bao gồm những sân bay ở Hoa Kỳ, Châu Âu và Châu Phi. Các sân bay dành riêng cho phiên bản Premium Deluxe bao gồm Sân bay Heathrow và Sân bay quốc tế Dubai, ngoài ra còn có các sân bay từ Mỹ và Châu Âu.

## Phát triển
Trình mô phỏng bay đã được công bố tại E3 2019 vào ngày 9 tháng 6 năm 2019. Đây là bản chính đầu tiên trong sê-ri kể từ Flight Simulator X năm 2006, sau một thời gian dài không chắc chắn về tương lai của loạt game sau khi đóng cửa Aces Game Studio vào năm 2009. Nó đang được phát triển bởi Asobo Studio của Pháp và sẽ được phát hành bởi Xbox Game Studios. Trò chơi sẽ được phát hành vào ngày 18 tháng 8 năm 2020.

## Thông báo ra mắt
Vào ngày 13 tháng 7 năm 2020, Microsoft đã phát hành trailer và thông báo rằng Flight Simulator cho PC sẽ khả dụng vào ngày 18 tháng 8 năm 2020. Công ty đã công bố ba phiên bản khác nhau của tiêu đề - Standard, Deluxe và Premium Deluxe, mỗi phòng cung cấp một bộ máy bay gia tăng để lựa chọn và bổ sung các sân bay với hình ảnh chi tiết hơn. Giá dao động từ 59,99 đô la Mỹ cho Tiêu chuẩn, đến 89,99 đô la Mỹ cho Deluxe và 119,99 đô la Mỹ cho Phiên bản Premium Deluxe.  Mặc dù lần ra mắt ban đầu tập trung vào PC, ngày ra mắt trên hệ máy console Xbox được chờ đợi.

### Phiên bản bán lẻ
Aerosoft tuyên bố vào tháng 7 năm 2020 rằng họ đã hợp tác với Microsoft để phát hành phiên bản vật lý ở châu Âu. Nó có sẵn trong hai phiên bản, Tiêu chuẩn (Standard Deluxe) và Cao cấp (Premium Deluxe)  (xem phần so sánh các tính năng bên dưới) và đi kèm với 10 đĩa DVD hai lớp và sách hướng dẫn. Phiên bản Cao cấp (Premium Deluxe cũng đi kèm với một cuốn sách nghệ thuật. Mặt khác, không có sự khác biệt giữa bán lẻ đóng hộp và phiên bản Microsoft bán trực tiếp.
Tuy nhiên, cần lưu ý rằng các đĩa chỉ chứa trình cài đặt và nội dung cơ bản (máy bay, thế giới mặc định, v.v.) khoảng 90   GB và không thể phát ra khỏi hộp; phần mềm giả lập và cập nhật thực tế được tải xuống trong quá trình cài đặt. Một kết nối internet đang hoạt động cũng cần thiết để trình giả lập tự động cập nhật khi cần. Ngoài ra, nhiều chi tiết hơn cho thế giới, hình ảnh mặt đất tốt hơn, cũng như dữ liệu thời tiết và giao thông có thể được truyền phát tùy ý từ các máy chủ của Microsoft.

## Đặc trưng

### Máy bay
Máy bay được bao gồm trong bản phát hành cuối cùng bao gồm các phần sau, tùy thuộc vào phiên bản:
Máy bay của bên thứ ba cũng sẽ được hỗ trợ trong trình giả lập, được mua trực tiếp từ thị trường trò chơi. Máy bay của bên thứ ba được xác nhận đáng chú ý là chiếc máy bay Concorde, được phát triển bởi các thiết kế DC, cũng như nhiều máy bay khác. 
Mạng mô phỏng không lưu ảo, còn được gọi là Vatsim, là mạng mô phỏng chuyến bay trực tuyến được xác nhận là được hỗ trợ trong Microsoft Flight Simulator.
| Tên máy bay                | Hãng máy bay     | Tiêu chuẩn (Standard) | Chất lượng cao (Deluxe) | Cao cấp (Premium) |
| -------------------------- | ---------------- | --------------------- | ----------------------- | ----------------- |
| A320neo                    | Airbus           | Yes                   | Yes                     | Yes               |
| Pitts Special S2S          | Aviat            | Yes                   | Yes                     | Yes               |
| 747-8                      | Boeing           | Yes                   | Yes                     | Yes               |
| XCub                       | Cub Crafters     | Yes                   | Yes                     | Yes               |
| SOCATA TBM 930             | Daher            | Yes                   | Yes                     | Yes               |
| DA40 NG                    | Diamond Aircraft | Yes                   | Yes                     | Yes               |
| DA62                       | Diamond Aircraft | Yes                   | Yes                     | Yes               |
| 330LT                      | Extra Aircraft   | Yes                   | Yes                     | Yes               |
| CTLS                       | Flight Design    | Yes                   | Yes                     | Yes               |
| ICON A5                    | ICON Aircraft    | Yes                   | Yes                     | Yes               |
| VL-3                       | JMB Aircraft     | Yes                   | Yes                     | Yes               |
| CAP 10                     | Robin Aircraft   | Yes                   | Yes                     | Yes               |
| DR400 Cadet                | Robin Aircraft   | Yes                   | Yes                     | Yes               |
| Beechcraft Bonanza G36     | Textron Aviation | Yes                   | Yes                     | Yes               |
| Beechcraft King Air 350i   | Textron Aviation | Yes                   | Yes                     | Yes               |
| Cessna 152                 | Textron Aviation | Yes                   | Yes                     | Yes               |
| Cessna 172 Skyhawk (G1000) | Textron Aviation | Yes                   | Yes                     | Yes               |
| Cessna 208B Grand Caravan  | Textron Aviation | Yes                   | Yes                     | Yes               |
| Cessna Citation CJ4        | Textron Aviation | Yes                   | Yes                     | Yes               |
| Savage Cub                 | Zlin Aircraft    | Yes                   | Yes                     | Yes               |
| DA40-TDI                   | Diamond Aircraft | No                    | Yes                     | Yes               |
| DV20                       | Diamond Aircraft | No                    | Yes                     | Yes               |
| Beechcraft Baron G58       | Textron Aviation | No                    | Yes                     | Yes               |
| Cessna 152 Aerobat         | Textron Aviation | No                    | Yes                     | Yes               |
| Cessna 172 Skyhawk         | Textron Aviation | No                    | Yes                     | Yes               |
| Boeing 787-10 Dreamliner   | Boeing           | No                    | No                      | Yes               |
| SR22                       | Cirrus Aircraft  | No                    | No                      | Yes               |
| Virus SW 121               | Pipistrel        | No                    | No                      | Yes               |
| Cessna Citation Longitude  | Textron Aviation | No                    | No                      | Yes               |
| Shock Ultra                | Zlin Aircraft    | No                    | No                      | Yes               |
| Tổng cộng                  |                  | 20                    | 25                      | 30                |

### Sân bay
Flight Simulator sẽ bao gồm khoảng 37.000 sân bay được chỉnh sửa thủ công từ khắp nơi trên thế giới dựa trên hình ảnh vệ tinh trong thế giới thực, trong đó 30, 35 hoặc 40 là bản sao thủ công của các đối tác trong thế giới thực của họ, tùy thuộc vào phiên bản.
| Airport                                                           | ICAO  | Tiêu chuẩn (Standard) | Chất lượng cao (Deluxe) | Cao cấp (Premium) |
| ----------------------------------------------------------------- | ----- | --------------------- | ----------------------- | ----------------- |
| Aspen/Pitkin County Airport (Hoa Kỳ)                              | KASE  | Yes                   | Yes                     | Yes               |
| Bugalaga Airstrip (CAMA) (Indonesia)                              | WX53  | Yes                   | Yes                     | Yes               |
| Chagual Airport (Peru)                                            | SPGL  | Yes                   | Yes                     | Yes               |
| Courchevel Altiport (Pháp)                                        | LFLJ  | Yes                   | Yes                     | Yes               |
| Donegal Airport (Ireland)                                         | EIDL  | Yes                   | Yes                     | Yes               |
| Entebbe International Airport (Uganda)                            | HUEN  | Yes                   | Yes                     | Yes               |
| Cristiano Ronaldo Madeira International Airport (Portugal)        | LPMA  | Yes                   | Yes                     | Yes               |
| Gibraltar International Airport (Gibraltar/UK)                    | LXGB  | Yes                   | Yes                     | Yes               |
| Innsbruck Airport (Austria)                                       | LOWI  | Yes                   | Yes                     | Yes               |
| Los Angeles International Airport (USA)                           | KLAX  | Yes                   | Yes                     | Yes               |
| Tenzing-Hillary Airport (Nepal)                                   | VNLK  | Yes                   | Yes                     | Yes               |
| Nanwalek Airport (USA)                                            | KEB   | Yes                   | Yes                     | Yes               |
| John F. Kennedy International Airport (USA)                       | KJFK  | Yes                   | Yes                     | Yes               |
| Orlando International Airport (USA)                               | KMCO  | Yes                   | Yes                     | Yes               |
| Paris Charles de Gaulle Airport (France)                          | LFPG  | Yes                   | Yes                     | Yes               |
| Paro International Airport (Bhutan)                               | VQPR  | Yes                   | Yes                     | Yes               |
| Queenstown Airport (New Zealand)                                  | NZQN  | Yes                   | Yes                     | Yes               |
| Mariscal Sucre International Airport (Ecuador)                    | SEQM  | Yes                   | Yes                     | Yes               |
| Rio de Janeiro-Antonio Carlos Jobim/Galeão Int'l Airport (Brazil) | SBGL  | Yes                   | Yes                     | Yes               |
| Juancho E. Yrausquin Airport (Dutch Saba)                         | TNCS  | Yes                   | Yes                     | Yes               |
| Gustaf lll Airport (France/Saint Barthélemy)                      | TFFJ  | Yes                   | Yes                     | Yes               |
| Seattle-Tacoma International Airport (USA)                        | KSEA  | Yes                   | Yes                     | Yes               |
| Sedona Airport (USA)                                              | KSEZ  | Yes                   | Yes                     | Yes               |
| Sirena Aerodrome (Costa Rica)                                     | MRSN  | Yes                   | Yes                     | Yes               |
| Stewart Airport (Canada)                                          | CZST  | Yes                   | Yes                     | Yes               |
| Sydney Airport (Australia)                                        | YSSY  | Yes                   | Yes                     | Yes               |
| Telluride Regional Airport (USA)                                  | KTEX  | Yes                   | Yes                     | Yes               |
| Haneda Airport (Japan)                                            | RJTT  | Yes                   | Yes                     | Yes               |
| Toncontin International Airport (Honduras)                        | MHTG  | Yes                   | Yes                     | Yes               |
| Billy Bishop Toronto City Airport (Canada)                        | CYTZ  | Yes                   | Yes                     | Yes               |
| Amsterdam Airport Schiphol (Netherlands)                          | EHAM  | No                    | Yes                     | Yes               |
| Cairo International Airport (Egypt)                               | HECA  | No                    | Yes                     | Yes               |
| Cape Town International Airport (South Africa)                    | FACT  | No                    | Yes                     | Yes               |
| O'Hare International Airport (USA)                                | KORD  | No                    | Yes                     | Yes               |
| Adolfo Suárez Madrid-Barajas Airport (Spain)                      | LEMD  | No                    | Yes                     | Yes               |
| Denver International Airport (USA)                                | KDEN  | No                    | No                      | Yes               |
| Dubai International Airport (United Arab Emirates)                | OMDB  | No                    | No                      | Yes               |
| Frankfurt Airport (Germany)                                       | EDDF  | No                    | No                      | Yes               |
| Heathrow Airport (United Kingdom)                                 | EGLL  | No                    | No                      | Yes               |
| San Francisco International Airport (USA)                         | KSFO  | No                    | No                      | Yes               |
| Total                                                             | Total | 30                    | 35                      | 40                |